# Wat Pa Lelai

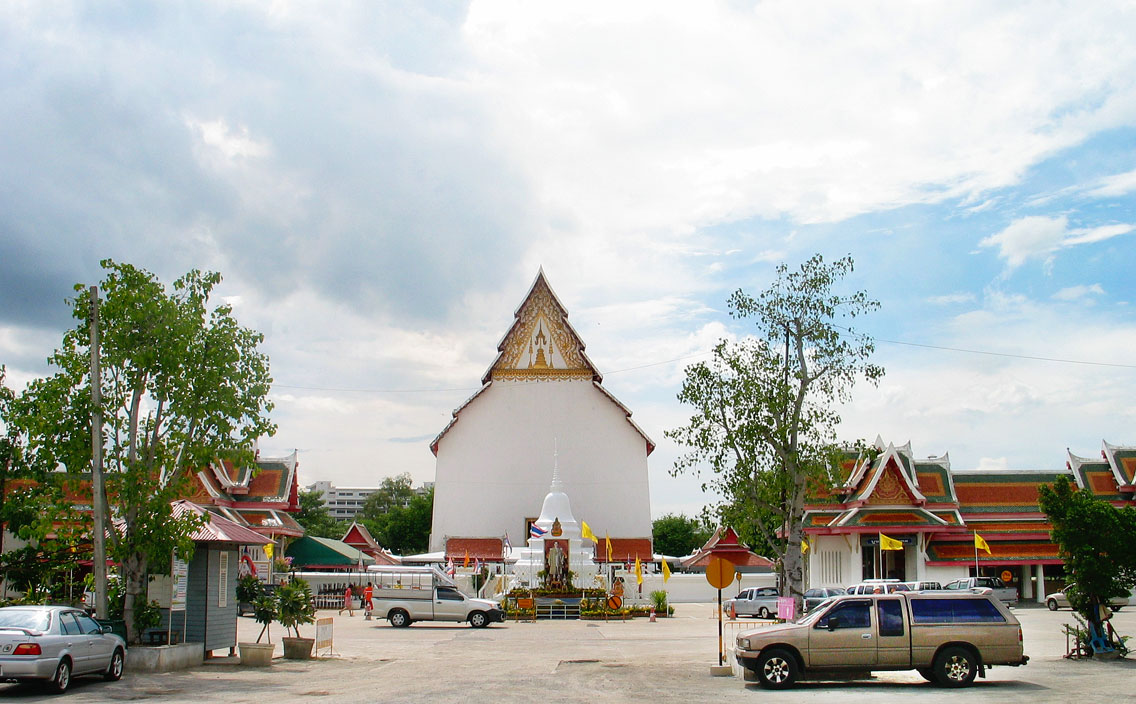
Wat Pa Lelai

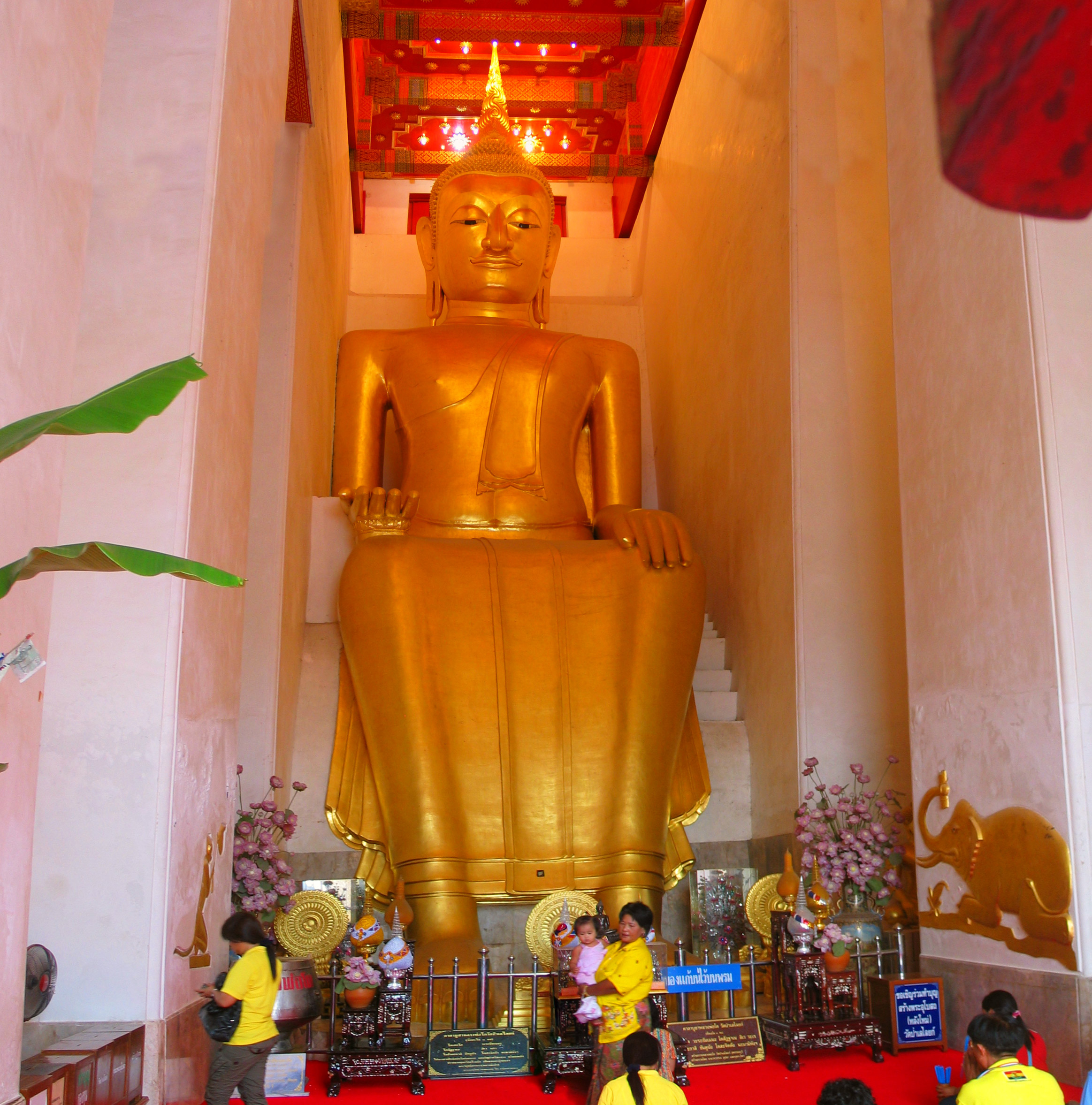
Luang Pho Tho

Wat Pa Lelai (vollständiger Name Wat Pa Lelai Worawihan, thailändisch วัดป่าเลไลยก์วรวิหาร; auch Wat Palelai geschrieben) ist ein alter buddhistischer Tempel (Wat) am westlichen Stadtrand von Suphanburi in Zentralthailand, der wohl im 12. Jahrhundert bereits existierte. Er ist klassifiziert als Königlicher Tempel Dritter Klasse.

## Etymologie
Der Name des Tempels erinnert an den Parileyyaka-Wald, in dem der Buddha Ruhe suchte, nachdem er Kosambi verlassen hatte.

## Geschichte
Wat Pa Lelai wird in den „Chroniken des Nordens“ (Thai พงศาวดารเหนือ) erwähnt, als ein König namens Phra Chao Kathae (Thai พระเจ้ากาแต), der aus Hongsawadi (heute Pegu) stammte, zur Feier seiner Krönung im Jahr 1181 den Wat Sanam Chai gründete und Wat Pa Lelai restaurieren ließ. Weitere Umbauten wurden in der Ayutthaya-Periode vorgenommen. Die letzten größeren Arbeiten ließ König Mongkut (Rama IV.) vornehmen: Er hatte auf seinen Pilgerreisen in der Zeit, bevor er zum König gekrönt wurde, bemerkt, dass die große Statue des Luang Pho Tho im Freien stand. Er ließ den Viharn um ihn herum errichten.

## Sehenswürdigkeiten
- Luang Pho Tho (Thai หลวงพ่อโต, wörtlich „riesiger, ehrwürdiger Vater“) ist eine 23 Meter hohe Buddha-Statue im U-Thong-Stil. Sie sitzt in der so genannten „Westlichen Art“, die linke Hand des Buddha ruht auf dem Oberschenkel, seine rechte liegt mit der Handfläche nach oben auf seinem rechten Knie. In der Notation des Abtes von Wat Pho, Prinz Paramanuchit Chinorot, der in den 1830er Jahren eine Liste von 40 einzigartigen Gesten thailändischer Buddha-Statuen zusammenstellte, heißt diese Art „Ruhend mit Elefant und Affe“. Sie bezieht sich auf die Parileyyaka Sutta, in der der Buddha Zuflucht vor streitenden Mitmönchen im Parileyyaka-Wald suchte, und hier von einem Affen mit einer Honigwabe und von einem Elefanten mit einem Topf Wasser versorgt wurde. Affe und Elefant sind als Reliefs an den Wänden links und rechts vor der Statue dargestellt[2]. Die Statue befand sich ursprünglich unter freiem Himmel, später baute man aber eine Sala (Kapelle) um das Bildnis[3].

- Das „Haus von Khun Chang“ befindet sich am Rande des Tempelgeländes. Es wurde hier aufgestellt in Erinnerung an das Epos Khun Chang Khun Phaen der klassischen thailändischen Literatur, das vom thailändischen Nationaldichter Sunthon Pu geschrieben wurde. Einige Schlüsselszenen spielen sich hier im Wat Pa Lelai ab. Statuen von Khun Phaen und der schönen Nang Phim befinden sich rechts und links vom Eingang zum Viharn des Luang Pho Tho.

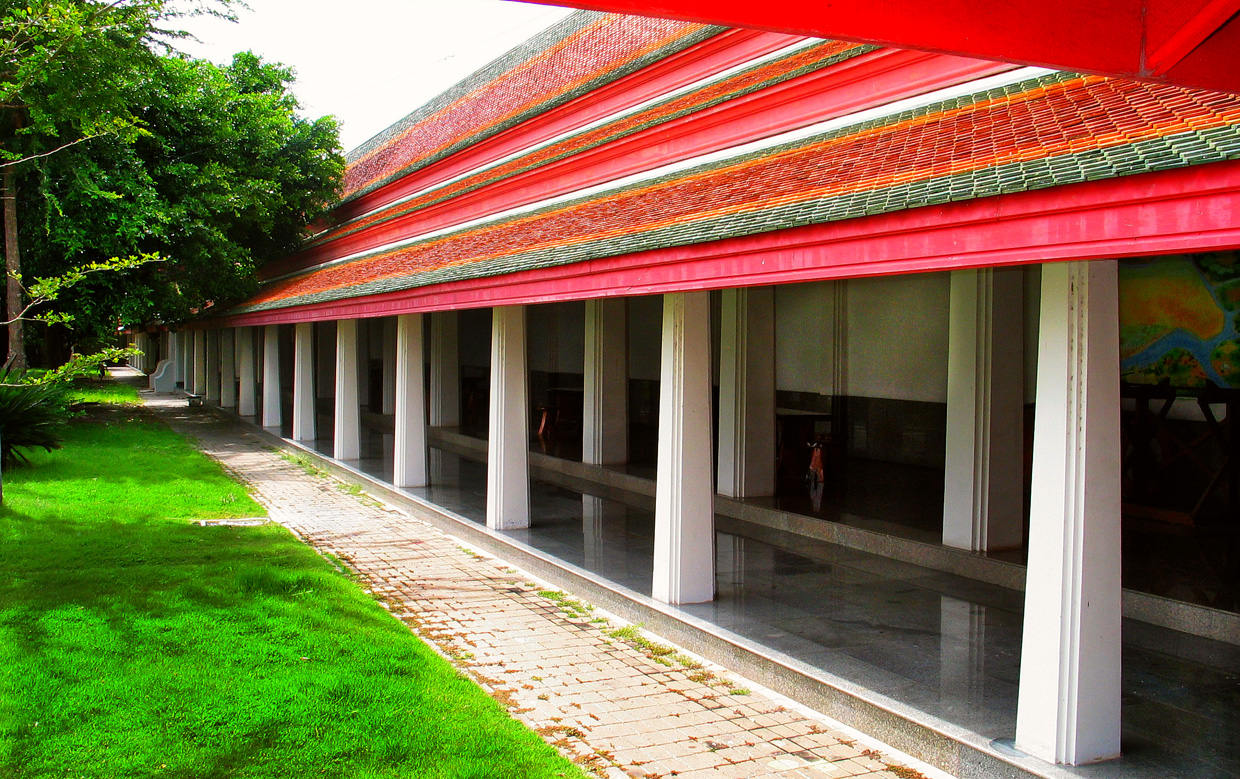
Phra Rabieng (Galerie)
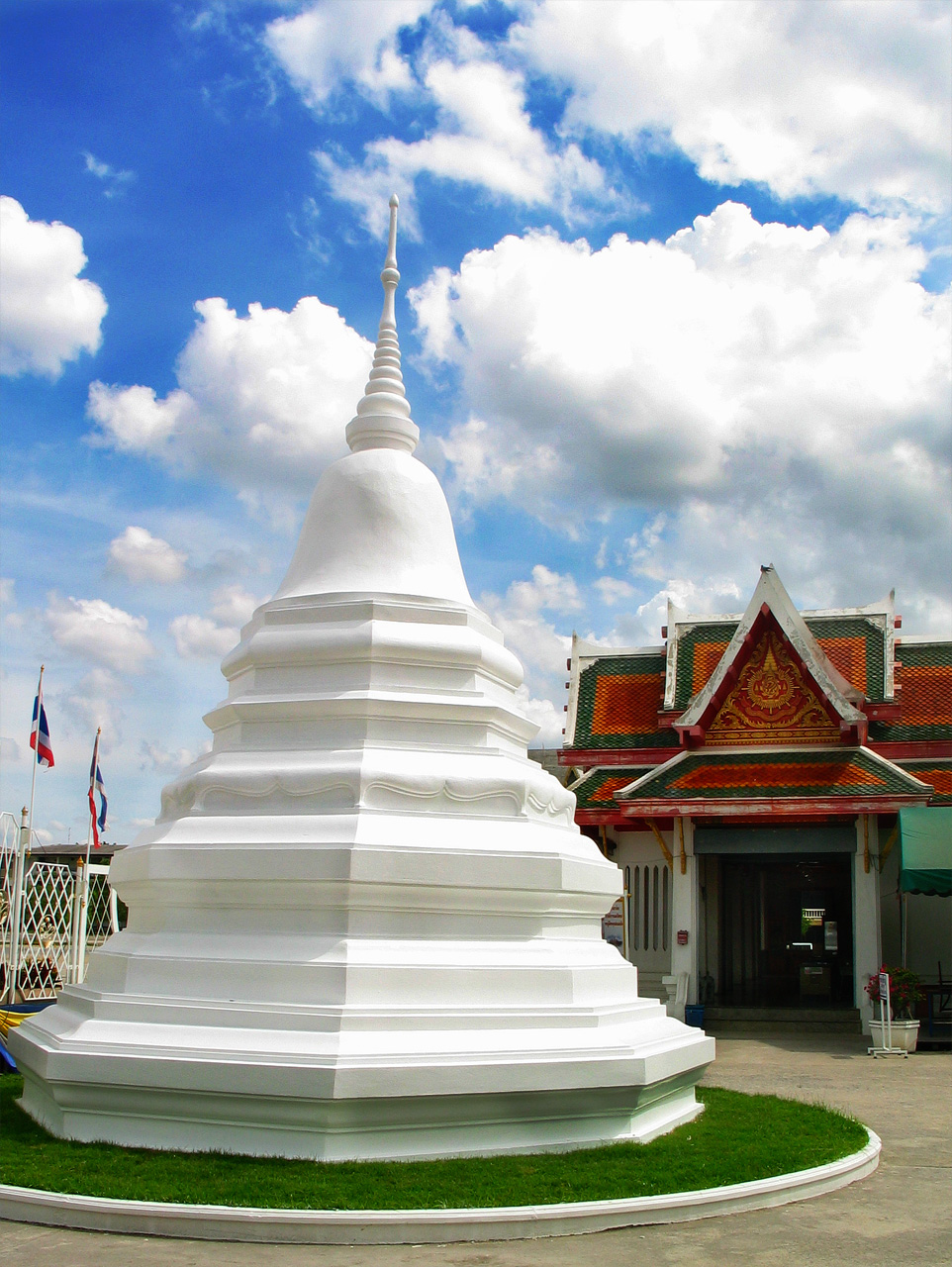
Mon-Chedi
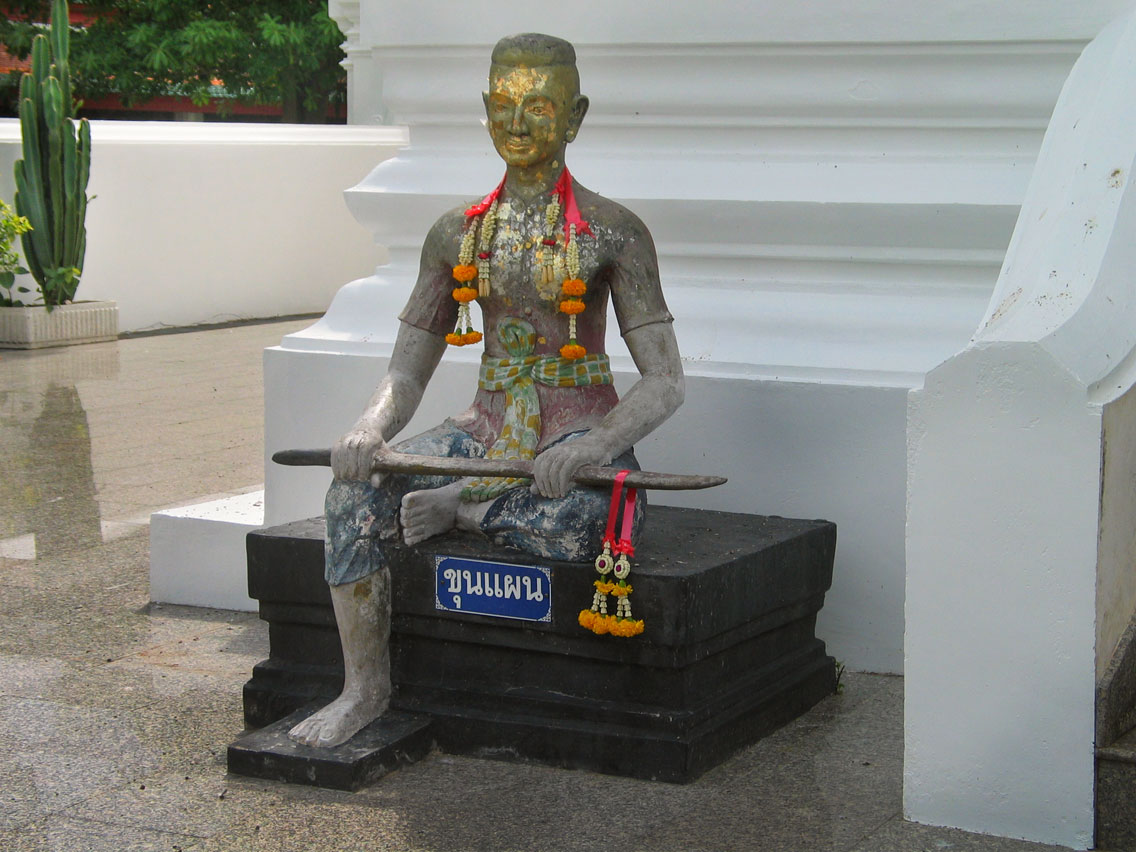
Statue von Khun Phaen
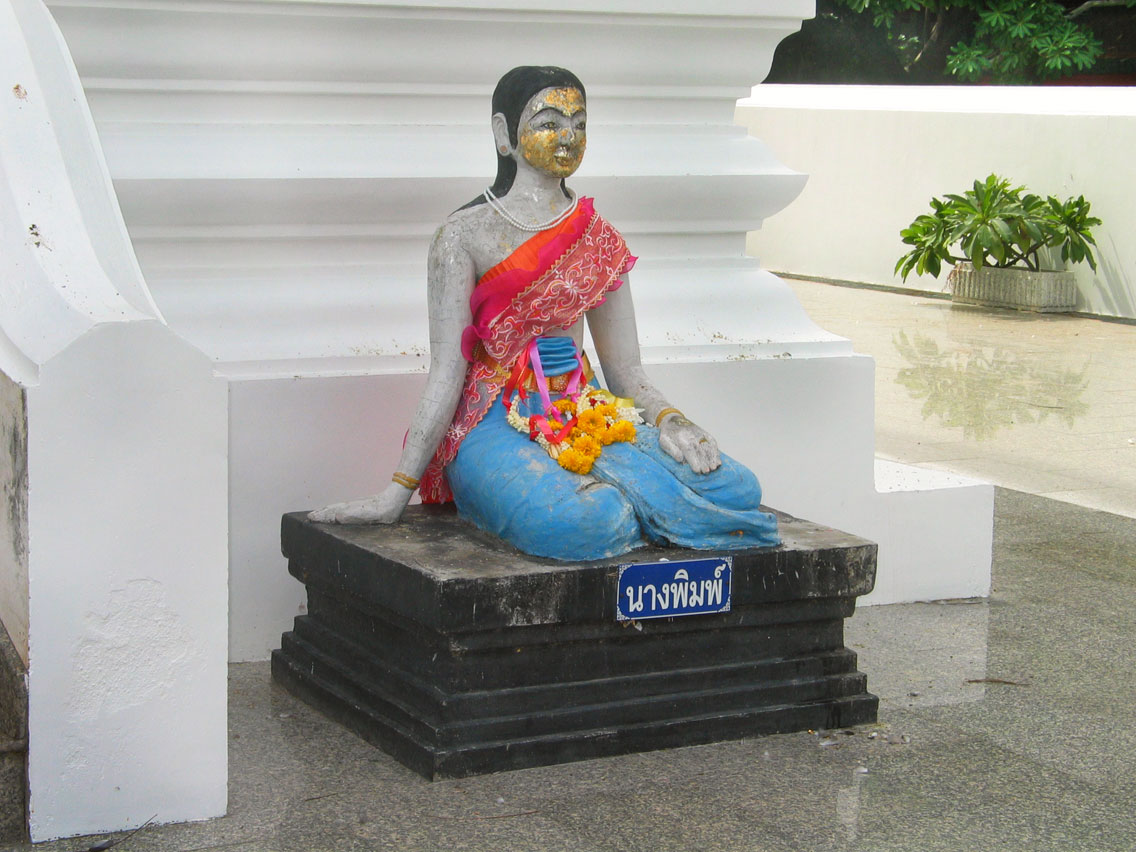
Statue von Nang Phim